# Eduard Fueter senior

Eduard Fueter, um 1914

Eduard Fueter (ausgesprochen [fuətər]; * 13. November 1876 in Basel; † 20. November 1928 ebenda) war ein Schweizer Historiker.

## Leben

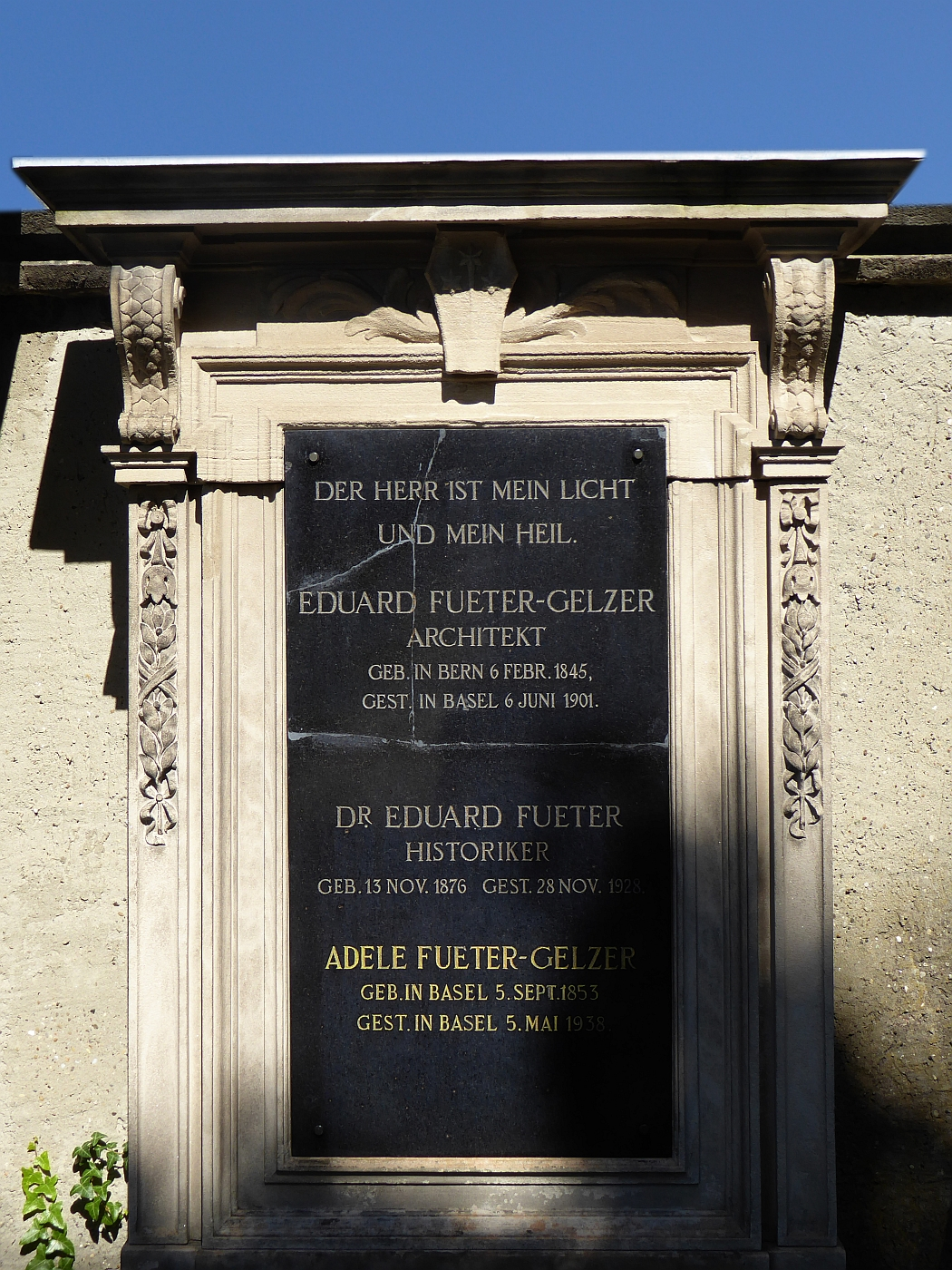
Grab auf dem Friedhof Wolfgottesacker, Basel

Fueter wurde als Sohn des bekannten Architekten Rudolf Eduard Fueter in Basel geboren, wo er auch die Schulen besuchte. Nach dem Abitur im Jahr 1895 studierte er Geschichte und alte Sprachen in Basel und Berlin. Auf seine Promotion in Basel 1899 folgten Aufenthalte in London und Paris.
Von 1903 bis 1921 war er Privatdozent an der Universität Zürich, ab 1915 Titularprofessor. Daneben wirkte er von 1904 bis 1907 und von 1912 bis 1921 als Redaktor für die Neue Zürcher Zeitung (NZZ), zuerst im Inland-, später im Auslandteil.
1911 veröffentlichte er sein Hauptwerk «Geschichte der neueren Historiographie», das in verschiedenen Auflagen und Übersetzungen (französisch, italienisch, spanisch) erschien und bis heute als Standardwerk gilt. Da die ihm vorgeworfene Deutschlandfeindlichkeit und andere Gründe zur Entlassung bei der NZZ und zum Abbruch seiner akademischen Laufbahn führten, musste Fueter in seinen letzten Lebensjahren den Lebensunterhalt als Bankangestellter in Basel bestreiten. Kurz nachdem Fueter einen Ruf nach Harvard erhalten hatte, verstarb er am 20. November 1928 im Alter von 52 Jahren.
Sein ältester Sohn Eduard Fueter (1908–1970) war ebenfalls Historiker, sein zweiter Sohn Heinrich Fueter war Filmproduzent. Sein jüngerer Bruder Karl Rudolf Fueter war Mathematikprofessor und von 1920 bis 1922 Rektor der Universität Zürich.

## Schriften (Auswahl)
- Der Anteil der Eidgenossenschaft an der Wahl Karls V., Basel 1899 (Dissertation).
- Religion und Kirche in England im fünfzehnten Jahrhundert, Tübingen/Leipzig 1904 (Habilitationsschrift).
- Geschichte der neueren Historiographie, München 1911 (3. Aufl. 1936; Reprint: Zürich 1985).
- Geschichte des europäischen Staatensystems von 1492–1559, München 1919 (Neudruck 1972).
- Weltgeschichte der letzten hundert Jahre: 1815–1920, Zürich 1921 (engl.: New York 1922).
- Die Schweiz seit 1848. Geschichte, Politik, Wirtschaft, Orell Füssli, Zürich 1928.